# Jadzhimurad Magomédov
Jadzhimurad Saiguidmagomédovich Magomédov –en ruso, Хаджимурад Сайгидмагомедович Магомедов– (Majachkalá, 24 de febrero de 1974) es un deportista ruso de origen daguestano que compitió en lucha libre.
Participó en los Juegos Olímpicos de Atlanta 1996, obteniendo la medalla de oro en la categoría de 82 kg. Ganó dos medallas en el Campeonato Mundial de Lucha, oro en 2001 y plata en 1999, y dos medallas en el Campeonato Europeo de Lucha, oro en 1997 y bronce en 1996.

## Palmarés internacional
| Juegos Olímpicos   | Juegos Olímpicos         | Juegos Olímpicos  | Juegos Olímpicos |
| Año                | Lugar                    | Medalla           | Categoría        |
| ------------------ | ------------------------ | ----------------- | ---------------- |
| 1996               | Atlanta (Estados Unidos) | Medalla de oro    | 82 kg            |
| Campeonato Mundial |                          |                   |                  |
| Año                | Lugar                    | Medalla           | Categoría        |
| 1999               | Ankara (Turquía)         | Medalla de plata  | 85 kg            |
| 2001               | Sofía (Bulgaria)         | Medalla de oro    | 85 kg            |
| Campeonato Europeo |                          |                   |                  |
| Año                | Lugar                    | Medalla           | Categoría        |
| 1996               | Budapest (Hungría)       | Medalla de bronce | 82 kg            |
| 1997               | Varsovia (Polonia)       | Medalla de oro    | 85 kg            |